# Мельничук Микола Леонтійович

Микола Леонтійович Мельничук — народний майстер декоративно-прикладного мистецтва України, відповідальний секретар Хмельницького обласного відділення НСХУ.

## Біографічні дані
Народився 28 січня 1948 р. у селі Семиреньки Хмельницької області.  Спеціальну художню освіту отримав заочно у Московському народному університеті мистецтв ім. Н. К. Крупської. Опановувати професію став на Хмельницькому художньо-виробничому комбінаті.

## Творчість
Твори декоративно-прикладного мистецтва, зокрема, різьба по дереву, неодноразово виставлялися на різноманітних республіканських, обласних та персональних виставках. Багато часу приділив Микола Леонтійович створенню малих скульптурних форм. Ще одна складова його творчого доробку — оздоблення церков. Перший іконостас був виконаний для храму на Старокостянтинівщині, надалі працював над повним п'ятиярусним іконостасом для церкви Іова Почаївського, що на Озерній, храмом Параскеви у мікрорайоні Книжківці та багатьма іншими. Можна без перебільшення сказати, що це потреба його душі, поклик серця. Адже без любові нічого доброго не народжується. Недарма ж бо написана ним ікона для храму на честь ікони Божої Матері «Казанської», що у мікрорайоні Гречани, стала чудотворною.
Важливе місце у його творчості належить графіці. Роботи, виконані в різних техніках, пройняті сповідальною філософією автора та насичені символами, покликаними заволодіти увагою глядача, змусити його замислитись над сенсом життя. Жанри та сюжети його картин різноманітні: тут і пейзажі, і символічні композиції, і абстракції. Деякі роботи нагадують справжні ребуси, які кожна людина, одразу ж, підсвідомо намагається розгадати. Щодо творчої манери, то вона повністю віддзеркалює характер художника. Більшість робіт створено швидким, сміливим, впевненим штрихом олівця, адже саме цей інструмент здатен миттєво зафіксувати задум художника, втілити потрібні образи та настрої. Помітним темпераментом вирізняються і малюнки пастеллю. Незважаючи на ніжність і м'якість цієї техніки, твори художника не позбавлені різких ліній та насичених кольорів. Застосовані прийоми по-особливому передають пережиті емоції, проникливість та співпереживання митця.
Та не лише краса природи і людини надихають митця на створення нових робіт. Своє ставлення до Революції гідності та інших подій в Україні Микола Мельничук також втілює у мистецтві. Він створив понад 50 монохромних робіт, які було презентовано у Хмельницькому обласному художньому музеї на виставці «Дорога дорога» (2014 р.). «Там є і любов, і зрада, і кров. Картини досить важкі, на кожній — тисячі облич, які страждають, регочуть, які в безумстві, які гинуть», — каже художник. Взагалі, у фондах Хмельницького обласного художнього музею знаходиться чотири графічні роботи майстра. Також, Микола Мельничук — автор дзвіниці на честь Небесної Сотні, яку встановили біля греко-католицького храму Пресвятої Богородиці у Хмельницькому, на вулиці Зарічанській.
Наразі, Микола Леонтійович продовжує активно працювати. Поціновувачі його творчості сподіваються на нові, як споглядальні, медитативні графічні твори, так і на сповнені філософських роздумів композиції.